# Adderstone with Lucker
 (février 2024).
Adderstone with Lucker est une paroisse civile du Northumberland, en Angleterre. La population de la paroisse civile au recensement de 2001 était de 195 habitants.